# Hillel Zeitlin
Pour les articles homonymes, voir Zeitlin.
Hillel Zeitlin, né en 1871 à Korma en Biélorussie et mort en 1942 à Varsovie en Pologne, est un écrivain et poète hébraïque et yiddish. Il édite le journal yiddish Moment. Il est un des leaders de la philosophie du néo-hassidisme. Il meurt assassiné dans le ghetto de Varsovie.

## Biographie
Hillel Zeitlin,,,,,, est né en 1871 à Korma, en Biélorussie,. 

### Éducation
Il vient d'une famille hassidique (Habad). Il reçoit une éducation juive traditionnelle mais est influencé durant son adolescence par la littérature de la Haskalah et par les écrits philosophiques de Schopenhauer et de Nietzsche.
Il commence à enseigner à l'âge de 16 ans, en continuant ses études comme autodidacte.

### Gomel
Il se marie en 1896 et s'installe à Gomel (Homel), où il demeure jusqu'en 1905.
Il fréquente des écrivains de langue hébraïque et yiddish tels que Yosef Ḥayim Brenner, Uri Nisan Gnessin, Zalman Yitsḥak Anokhi, Shim‘on Bikhowsky et Gershon Shofman (en). Il publie ses premières œuvres en hébreu.

### Vilnius
En 1905, il s'installe à Vilnius, où il fait partie de l'équipe éditoriale du périodique "Ha-Zeman".

### Varsovie
Il s'installe à Varsovie en Pologne en 1906, devenant l'éditeur du magazine hebdomadaire yiddish "Dos yidishe vokhnblat".
À partir de 1916, il devient un des plus prolifiques journalistes en yiddish. Il publie dans Haynt et dans Der moment. Sa maison devient un salon littéraire.

## Œuvres
- Hillel Zeitlin. Chassiduth [Essays On Chassidism And Its Personalities]. Warsaw: Wojcikie wicz, 1922[11]